# Cargaison humaine
Pour plus de détails, voir Fiche technique et Distribution.
Cargaison humaine (titre original : Human Cargo) est un film américain réalisé par Allan Dwan, sorti en 1936.

## Synopsis
Bonnie Brewster et Packy Campbell sont deux journalistes rivaux qui montent à bord d'un navire à Vancouver pour s'attaquer à un réseau de contrebande qui fait entrer des étrangers en situation irrégulière.

## Fiche technique
- Titre original : Human Cargo
- Réalisation : Allan Dwan
- Scénario : Doris Malloy et Jefferson Parker d'après le roman I Will Be Faithful de Kathleen Shepard
- Production : Sol M. Wurtzel
- Société de production : 20th Century Fox
- Musique : Samuel Kaylin
- Photographie : Daniel B. Clark
- Montage : Louis R. Loeffler
- Direction artistique : Duncan Cramer (en)
- Costumes : William Lambert, Gwen Wakeling et Sam Benson (Non crédité)
- Pays d'origine : États-Unis
- Langue : anglais
- Format : Noir et blanc - Mono
- Genre : Comédie dramatique
- Durée : 66 minutes
- Date de sortie : États-Unis 19 juin 1936

## Distribution
- Claire Trevor : Bonnie Brewster
- Brian Donlevy : Packy Campbell
- Alan Dinehart : Lionel Crocker
- Ralph Morgan : District Attorney Carey
- Helen Troy : Susie
- Rita Hayworth (sous le nom de Rita Cansino) : Carmen Zoro
- Morgan Wallace : Gilbert Fender